# NIC Argentina
Trung tâm Thông tin Mạng Argentina, hay còn gọi là NIC Argentina, là một cơ quan thuộc Bộ trưởng Pháp lý và Kỹ thuật của Tổng thống Argentina, chịu trách nhiệm vận hành tên miền cấp cao nhất mã quốc gia .ar (ccTLD) của Argentina.
Sự ủy quyền cho tên miền .ar được yêu cầu vào ngày 20 tháng 8 năm 1987, như là một phần của quá trình chuyển đổi sang Hệ thống Tên miền Internet. Việc ủy quyền đã được phê duyệt và có hiệu lực vào ngày 13 tháng 9 năm 1987. Kể từ đó, Bộ Ngoại giao Argentina là người bảo trợ và đơn vị chủ quản duy nhất chịu trách nhiệm quản lý tên miền .ar. Vai trò này đã được tái khẳng định bởi Nghị định hành pháp 267/2005 vào ngày 4 tháng 4 năm 2005.
Cho đến khi Argentina thiết lập kết nối ổn định đầu tiên với mạng Internet toàn cầu, các dịch vụ tên miền được cung cấp bởi UUNET.